# William Emerson
Pour les articles homonymes, voir Emerson.
William Emerson, mathématicien né à Hurworth (comté de Durham) le 14 mai 1701, mort à Hurworth le 20 mai 1782. Fils d'un maître d'école, il tint lui-même, durant quelques années, une pension, mais ne tarda pas à se consacrer tout entier à l'étude, se contentant des revenus d'un patrimoine très modique. Il acquit ainsi de profondes connaissances en mathématique et en médecine et cultiva aussi la musique. Il a laissé vingt-cinq ouvrages sur les mathématiques, l'astronomie et la physique; il convient de citer plus particulièrement les suivants  : 
- Fluxions (1748 ; 3e éd., 1768),

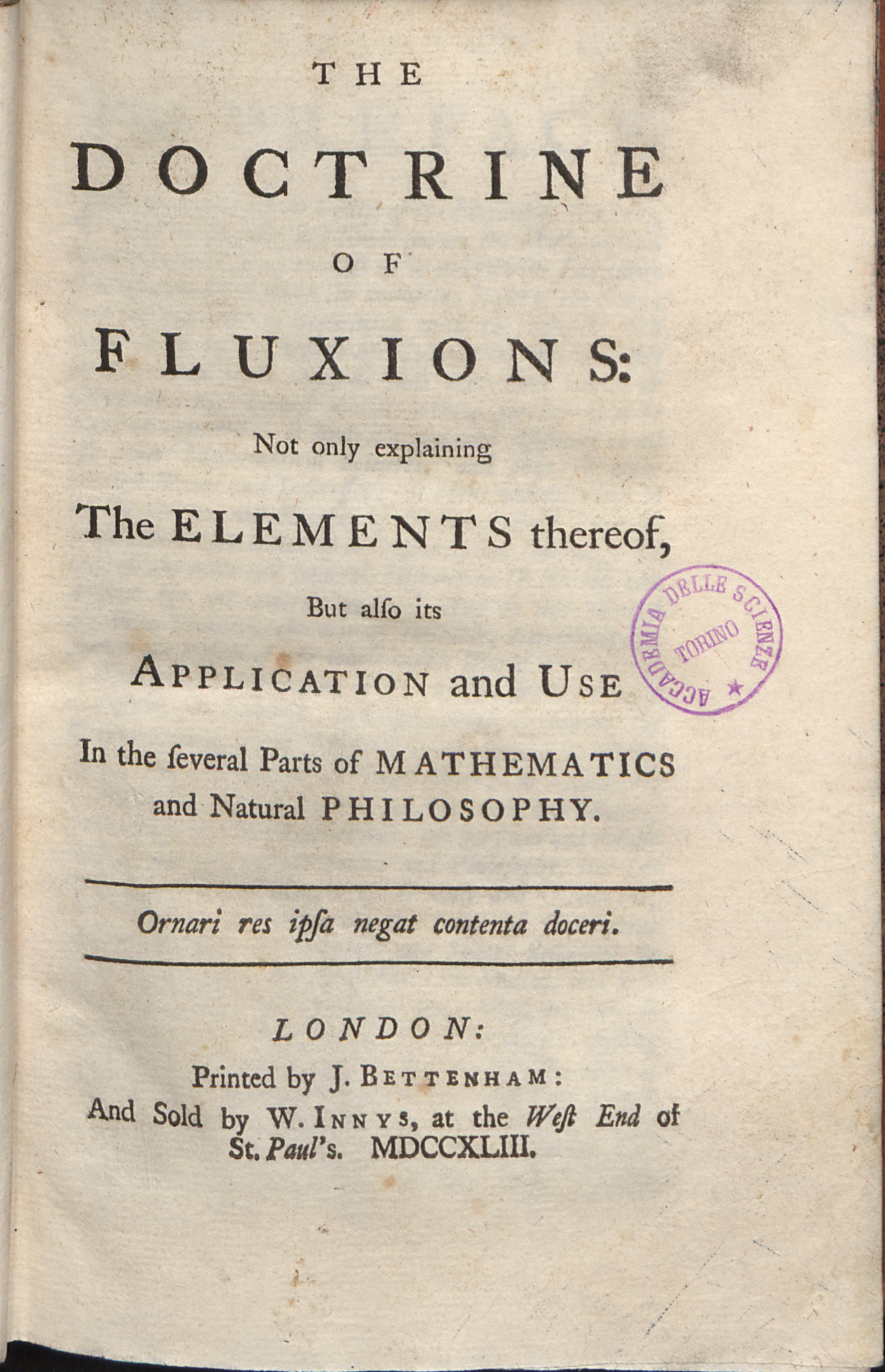
Doctrine of fluxions, 1743

- Elements of trigonometry (1749; 2° éd., 1764),
- Principles of Mechanics (1754; 5e éd., 1825),
- Navigation (1755),
- Treatise on algebra (1764),
- The Arithmetic of Infinities (1767),
- Elements of optics (1767),
- The laws of centripetal and centrifugal force (1769),
- A System of Astronomy (1770),
- Tracts (1770), etc. (L. S.).